# Distrito de Apongo
El Distrito de Apongo es uno de los 12 distritos de la Provincia de Fajardo, ubicada en el Departamento de Ayacucho, Perú.

## Localización del distrito de Apongo
Apongo se encuentra localizado al sur de la provincia de Fajardo.
Limita por el norte con el distrito de Canaria, por el este con la provincia de Sucre, por el sur con el distrito de Asquipata y la provincia de Lucanas y por el oeste con el distrito de Canaria y la provincia de Lucanas.
Sus coordenadas geográficas son:
Latitud Sur: -14º 00' 53 y Longitud Oeste: -73º 55' 59
Tiene una altitud de 3249 metros sobre el nivel del mar.

## Breve historia del distrito de Apongo
Apongo, significa “Puerta a la Riqueza”, y es la unión de dos vocablos quechuas: “Apu”, Riqueza y “Punku”, Puerta. La Historia Oral cuenta que antes de los incas había dos culturas rivales, cuyos restos los aponguinos conocen: Muyu-Muyu y Picchu, sus historias aún son un misterio para nosotros.

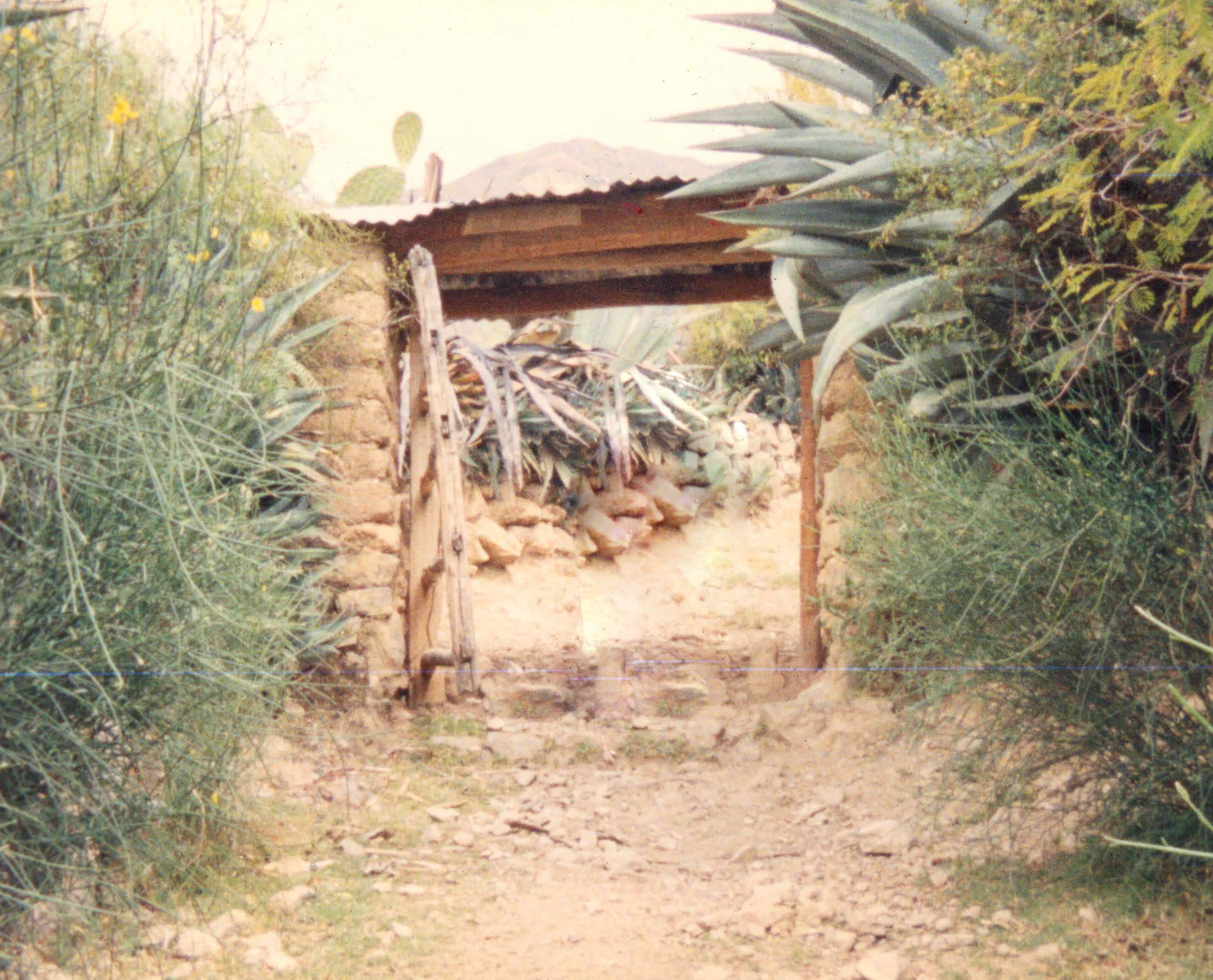
Esta es la puerta de Apongo que recibe a los visitantes que vienen por el río Michka.

Durante el Tahuantinsuyo, Apongo pertenecía al Chinchaysuyo y se ubicaba casi en la frontera con el Contisuyo, dependía de la plaza administrativa y militar de Vilcashuamán, que fue construido por Pachacútec para conquistar la costa y sierra norte del Perú. Se dice que en las orillas del río Michka había una mina de oro muy preciada y, cuando Atahuallpa fue capturado por los españoles, desde aquí se enviaron a Cajamarca muchísimas llamas con su rico cargamento para el rescate.
Con la llegada de las bandas de Francisco Pizarro, Apongo se convirtió en una zona de guerra, entre los Incas de Vilcabamba, que luchaban por expulsar a los extraños “Pukacuncas”, y los súbditos del Rey de España que querían conquistar estas tierras por ansias de poder y riqueza. Esta etapa duró desde 1532 hasta 1569.
Desde 1569 hasta 1784, se consolida el poder colonial, los indios sometidos son organizados en comunidades que pertenecen a los corregimientos, allí Apongo pertenece al Corregimiento de Vilcashuamán dentro del Obispado (Diócesis) de Huamanga. 
Luego del alzamiento de Túpac Amaru II en 1780, la Corona Española suprime los corregimientos porque eran fuentes de abusos contra los indios y crean las Intendencias que se subdividen en Partidos. Apongo, pasa a pertenecer al Partido de Vilcashuamán de la Intendencia de Huamanga. 
Con la independencia de 1821, Apongo es incluido en la Provincia de Cangallo, por Ley del 24 de noviembre de 1821, desaparece Vilcashuamán y pertenece al nuevo Departamento de Ayacucho.
Los aponguinos participaron activamente en las montoneras que asechaban al ejército realista que, después de la derrota de Junín, se replegaban hacia Abancay para juntarse con refuerzos provenientes del Alto Perú y el Cuzco. En todo el recorrido juntamente con otros pueblos fajardinos acechaban a las tropas españolas. Por este motivo, la Iglesia de Apongo fue incendiada y dos líderes aponguinos fueron colgados del Cedro de Apongo.
En el Censo General de la República del Perú de 1876, Apongo aparece como Anexo, formando parte del Distrito de Canaria, Provincia de Cangallo y Departamento de Ayacucho. En este Censo nuestro pueblo aparece escrito como “Aspongo” y tiene una población de 160 hombres y 143 mujeres con una población total de 303 habitantes.
En 1810, con Ley Nº 1306 del 14 de noviembre se divide la Provincia de Cangallo y se crea la Provincia de Provincia de Fajardo, con Huancapi como capital. Apongo sigue siendo Anexo del Distrito de Canaria. APONGO se reconoció como distrito con sus anexos: Paire, Morcolla chico, Asquipata y Chihuire. Posteriormente Apongo queda con su anexo Paire, al haberse separado el resto de los anexos y conformar el nuevo distrito de ASQUIPATA.
El 27 de abril de 1928, Apongo es reconocido por el Estado Peruano como Comunidad Campesina de Apongo, gracias a la gestión de don Manuel Chalco Chávez, Delfín Cusi, Paulino Cusi y otros aponguinos luchadores.
Hoy, el Enf. Víctor Cusi Chipana, es el alcalde del distrito de Apongo. El señor David Flores Rayme es el Presidente de la Comunidad Campesina de Apongo.

## Autoridades

### Municipales
- 2023 - 2026[1]
  - Alcalde: ARMANDO CLARES CUSI.
  - Regidores:

  1. ESTHER CONSUELO CHIPANA FLORES
  2. YHONATHAN CHARLES AROTINCO FLORES
  3. TOMAIRO LOPEZ, RENE YANDIRA
  4. DAMAZO HUANCA TORRES
  5. MARITZA ALCA CONDE

## Vistas del distrito de Apongo
|                  |
| Vista de Apongo. |

|                              |
| Apongo vista desde Uyuccasa. |

|                                                       |
| Este es el Cedro Sagrado de Apongo, hoy ya no existe. |

|                             |
| Vista panorámica de Apongo. |